# Curtonotum anus
Curtonotum anus is een vliegensoort uit de familie van de Curtonotidae. De wetenschappelijke naam van de soort is voor het eerst geldig gepubliceerd in 1830 door Meigen.